# Insectia
Insectia est une série documentaire franco-canadienne en 26 épisodes de 26 minutes coproduite par Cinétévé, Pixcom et La Cinquième, présentée par Georges Brossard et diffusée à partir du 4 février 1999 sur Discovery Channel. En France, elle est diffusée à partir du 31 mai 1999 sur La Cinquième dans le cadre du programme Le Monde des animaux.

## Synopsis
L'entomologiste Georges Brossard part à la découverte des insectes aux quatre coins du monde. 

## Épisodes

### Saison 1
| Épisode | Titre                          | Date de première diffusion |
| ------- | ------------------------------ | -------------------------- |
| 1       | Inventeur invertébrés          | 31 mai 1999                |
| 2       | Nouvel ordre mondial           | 1er juin 1999              |
| 3       | Art vivant                     | 2 juin 1999                |
| 4       | Il y a des insectes là-dessous | 3 juin 1999                |
| 5       | Mythes et légendes             | 4 juin 1999                |
| 6       | Les jeux de l'amour            | 18 octobre 1999            |
| 7       | Méchants papillons             | 19 octobre 1999            |
| 8       | Les capsules d'énergie         | 20 octobre 1999            |
| 9       | Jeux d'enfants                 | 21 octobre 1999            |
| 10      | Les champions de l'évolution   | 22 octobre 1999            |
| 11      | Guerre miniature               | 25 octobre 1999            |
| 12      | Insectes dieux                 | 26 octobre 1999            |
| 13      | Fous des insectes              | 27 octobre 1999            |

### Saison 2
| Épisode | Titre                            | Date de première diffusion |
| ------- | -------------------------------- | -------------------------- |
| 1       | Profession : chasseur d'insectes | 2 juillet 2002             |
| 2       | Symphonie pour Hexapodes         | 3 juillet 2002             |
| 3       | Scorpions                        | 4 juillet 2002             |
| 4       | La vie dans un désert            | 5 juillet 2002             |
| 5       | L'île aux tisseuses              | 8 juillet 2002             |
| 6       | La grande alliance               | 9 juillet 2002             |
| 7       | La vie dans un seul arbre        | 10 juillet 2002            |
| 8       | Insectes à vendre                | 11 juillet 2002            |
| 9       | Les insectes aquatiques          | 12 juillet 2002            |
| 10      | Mascarade                        | 15 juillet 2002            |
| 11      | Hors-la-loi                      | 16 juillet 2002            |
| 12      | Voyageurs du temps               | 17 juillet 2002            |
| 13      | Les insectes du bout du monde    | 18 juillet 2002            |

## Fiche technique
- Auteurs : Denis Blaquière et Georges Brossard
- Réalisateur : German Gutierrez
- Musique : Jean-Louis Négro et Jimmy Tanaka
- Durée : 26 x 26 minutes
- Années de production : 1999-2000
- Sociétés de production : Cinétévé, Pixcom, La Cinquième

## Récompenses
- Prix Gémeaux de la meilleure série documentaire en 1999.